# Штыль, Иван Александрович
Ива́н Алекса́ндрович Штыль (8 июня 1986, Комсомольск-на-Амуре) — российский гребец-каноист, спринтер, выступающий за сборную России с 2005 года. Серебряный призёр летних Олимпийских игр в Лондоне, 17-кратный чемпион мира, девятикратный чемпион Европы, неоднократный призёр чемпионатов мира и Европы, обладатель Кубка мира. Выступает за Приморский край, город Владивосток, заслуженный мастер спорта.

## Биография
Иван Штыль родился 8 июня 1986 года в городе Комсомольск-на-Амуре, Хабаровский край. Греблей на каноэ стал заниматься уже в возрасте десяти лет, поступив в местную детско-юношескую спортивную школу. Четыре года тренировался под руководством тренера Семёна Георгиевича Брала, а после победы в каноэ-одиночке на юниорском турнире «Быстрые вёсла» в 1999 году был замечен специалистами из Владивостока и принят в Приморское училище олимпийского резерва, где позже его включили в губернаторскую программу подготовки ведущих спортсменов края к Олимпийским играм. В училище занимался с тренерами Алексеем Капустой и Сергеем Сидоренко, спустя два года успешно выступил на всероссийских соревнованиях в Костроме, получив бронзовую медаль в двойке.
Первый старт в составе молодёжной национальной сборной провёл в 2003 году на чемпионате мира в Японии, в составе четвёрки занял четвёртое место на дистанции 1000 м. В следующем году мог завоевать звание чемпиона Европы, в одиночном разряде шёл первым практически на протяжении всей гонки, но буквально перед самым финишем перевернулся и остался на этом турнире без медалей.
Впервые в состав взрослой сборной России попал в 2005 году, примерно в то же время вместе с российской четвёркой выиграл золото на европейском первенстве в Болгарии, пришёл первым на дистанции 500 м. Через год познакомился с опытным гребцом Евгением Игнатовым и стал выступать с ним в двойке на двухсотметровых дистанциях. Так, уже на чемпионате мира в венгерском Сегеде они взяли в этой дисциплине золотые награды, а год спустя на мировом первенстве в немецком Дуйсбурге защитили звание чемпионов, при этом с четвёркой Штыль выиграл серебро. Не менее богатым на медали для него получился и 2009 год, когда на чемпионате мира в канадском Дартмуте он удостоился звания чемпиона в программе эстафеты 4×200 м, а с двойкой дважды финишировал вторым, сначала на 200 м, потом на 500.
Череда успешных выступлений продолжилась и в следующем сезоне, например, на мировом первенстве 2010 года в польской Познани Штыль дважды стоял на верхней ступени пьедестала, был первым в гонке одиночек на 200 м и в эстафете, кроме того, показал второй результат в состязаниях двоек на 200 м. Спустя год в Сегеде завоевал уже шестую золотую медаль мирового достоинства, придя первым в эстафете, также занял второе место в индивидуальном старте на 200 м. Выбившись в лидеры сборной, Иван Штыль удостоился права защищать честь страны на летних Олимпийских играх 2012 года в Лондоне, участвовал в двухсотметровых гонках на одноместных каноэ, в полуфинале финишировал первым, в финале пересёк финишную черту третьим и получил бронзовую медаль. Занять первое место ему, по собственному признанию, помешал сильный ветер, давший преимущество левосторонним гребцам.
Окончил Школу гуманитарных наук Дальневосточного федерального университета.

## Награды
- Медаль ордена «За заслуги перед Отечеством» II степени (13 августа 2012 года) — за большой вклад в развитие физической культуры и спорта, высокие спортивные достижения на Играх XXX Олимпиады 2012 года в городе Лондоне (Великобритания)[6].
- Почётная грамота Президента Российской Федерации (19 июля 2013 года) — за высокие спортивные достижения на XXVII Всемирной летней универсиаде 2013 года в городе Казани[7].
- Знак отличия «За заслуги перед Владивостоком» 1-й степени[8].